# Лагутин, Игорь Васильевич
И́горь Васи́льевич Лагу́тин (род. 5 августа 1964, Минск, Белорусская ССР, СССР) — российский актёр театра и кино. Заслуженный артист Российской Федерации (2005).

## Биография
Родился 5 августа 1964 года в столице Белорусской ССР — городе Минске, в семье врачей.
Отец — Василий Лагутин, хирург, полковник медицинской службы, начальник госпиталя МВД Белоруссии. Мать — отоларинголог.
По окончании средней школы прошёл военную службу по призыву в рядах Советской армии, в 153-й отдельной радиотехнической бригаде особого назначения.
После увольнения в запас поступал в Москве сразу в пять театральных высших учебных заведений, в три из которых прошёл по конкурсу — в Щукинское и Щепкинское училища и во ВГИК. В итоге выбрал «Щуку».
Учась на четвёртом курсе, сыграл роль Александра Аметистова в спектакле «Зойкина квартира» (1989) по одноимённой пьесе Михаила Булгакова в постановке Гария Черняховского на сцене Государственного академического театра имени Е. Б. Вахтангова.
В 1989 году окончил актёрский факультет Высшего театрального училища имени Б. В. Щукина (художественный руководитель курса — Юрий Андреевич Стромов).
Сразу после окончания вуза полгода работал в Московском драматическом театре имени Рубена Николаевича Симонова по приглашению Рубена Евгеньевича Симонова.
В 1990 году был принят в труппу Государственного академического театра имени Е. Б. Вахтангова.
В кино дебютировал в 1992 году главной ролью в картине Юрия Соломина «В начале было слово». Широкую известность получил после выхода на экраны первого сезона телесериала «Кодекс чести» (2002), в котором сыграл роль бывшего командира спецназа Сергея Сергеевича Пастухова («Пастуха»).
С 2001 года по настоящее время служит в труппе Московского академического театра сатиры.

### Личная жизнь
- Жена — Оксана Юрьевна Лагутина ( род. 9 ноября 1967, г. Кривой Рог, Днепропетровская область, Украинская ССР, СССР), актриса, в 1991 году окончила актёрский факультет Высшего театрального училища имени Б. В. Щукина[6], с 1991 года служит в труппе Московского театра юного зрителя (ТЮЗа), Заслуженная артистка Российской Федерации (2008)[7].
  - Дочь — Дарья Игоревна Лагутина (род. 1990).
  - Сын —  Арсений Игоревич Лагутин (род. 1997). Начал сниматься в кино в 2002 году в роли сына Сергея Пастухова («Пастуха») Арсения в первом сезоне телесериала «Кодекс чести». Затем снялся в роли Миши Барышева в трёх первых сезонах телесериала «Всегда говори „всегда“» (2003—2006) и в роли Толика в телесериале «Звезда эпохи» (2005).

## Творчество

### Роли в театре

#### Государственный академический театр имени Е. Б. Вахтангова
- 1989 — «Зойкина квартира» по одноимённой пьесе Михаила Булгакова (постановка — Гарий Черняховский) — Александр Тарасович Аметистов, администратор / Борис Семёнович Гусь-Ремонтный, коммерческий директор треста тугоплавких металлов
- 1991 — «Принцесса Турандот» по пьесе «Турандот» Карло Гоцци (третий восстановленный спектакль; постановка — Гарий Черняховский) — Калаф, принц ногайских татар, сын Тимура
- 1991 — «Мартовские иды» по одноимённому роману в письмах американского писателя Торнтона Уайлдера (постановка — Аркадий Кац) — второй секретарь
- 1991 — «Государь ты наш батюшка…», сцены из пьесы Фридриха Горенштейна «Детоубийца» (сценическая композиция, постановка и режиссура — Пётр Фоменко) — граф Шенборн, австрийский вице-канцлер
- 1994 — «Опера нищих» по пьесе «Трёхгрошовая опера» немецкого поэта и драматурга Бертольта Брехта (постановка — Гарий Черняховский) — Мэкки-Нож
- «Кот в сапогах» по одноимённой сказке французского писателя Шарля Перро — солдат
- «Цилиндр» — Родольфо
- «Али-Баба и сорок разбойников» по одноимённой сказке (постановка — Александр Горбань) — разбойник

#### Московский академический театр сатиры
- 2001 (по настоящее время) — «Укрощение строптивой» по одноимённой пьесе Уильяма Шекспира (постановка — Валентин Плучек) — Петруччо, дворянин из Вероны, жених, в дальнейшем муж Катарины
- 2002 — «Игра», мюзикл Александра Колкера по мотивам пьесы «Свадьба Кречинского» Александра Сухово-Кобылина (постановка — Михаил Козаков) — Михаил Васильевич Кречинский, видный мужчина лет под сорок, претендент на руку и сердце Лидочки[8]
- 2003 — «Яблочный вор» по одноимённой пьесе Ксении Драгунской (постановка — Ольга Субботина) — Сергей Степцов
- 2004 — «Швейк, или Гимн идиотизму» по мотивам романа «Похождения бравого солдата Швейка во время мировой войны» Ярослава Гашека (постановка — Александр Ширвиндт, авторы инсценировки — Алексей Колган и Александр Жигалкин; премьера — 21 апреля 2004 года) — Индржих Лукаш, поручик, офицер австро-венгерской армии, чех по национальности[9]
- 2004 — «Нам всё ещё смешно…», юбилейный спектакль-обозрение (ревю), историческая летопись Театра сатиры в честь его 80-летия (постановка — Александр Ширвиндт) — ведущий обозрения
- 2008 — «Хозяйка гостиницы» по пьесе «Трактирщица» Карло Гольдони (постановка — Ольга Субботина; премьера — 9 апреля 2008 года) — Кавалер Р.
- 2010 — «Идеальное убийство» (автор инсценировки и постановщик — Андрей Житинкин) — Роберт Уэшли
- 2011 (по настоящее время) — «Дороги, которые нас выбирают», иронический мюзикл по мотивам рассказов О. Генри (руководитель постановки — Александр Ширвиндт, режиссёр-постановщик и балетмейстер — Валерий Архипов, композитор — Андрей Семёнов, стихи — Владислав Старчевский; премьера — 21 декабря 2011 года) — Малыш Бреди
- 2012 — «Последний клоун (Чествование)» по пьесе Бернарда Слэйда (постановка — Сергей Арцибашев) — Скотти
- 2013 — «Бешеные деньги» по одноимённой комедии А. Н. Островского (режиссёр-постановщик — Андрей Миронов, режиссёр восстановления спектакля — Андрей  Зенин; премьера — 8 марта 2013 года) — Иван Петрович Телятев, неслужащий дворянин
- 2015 (по настоящее время) — «Роковое влечение», спектакль-нуар (автор инсценировки и постановщик — Андрей Житинкин; премьера — 24 апреля 2015 года) — Джон Уильямс
- 2017 (по настоящее время) — «Двенадцатая ночь» по одноимённой пьесе Уильяма Шекспира (постановка — Павел Сафонов; премьера — 12 марта 2017 года) — Сэр Тоби Белч, кровный родственник графини Оливии, её дядя

### Фильмография
1. 1992 — В начале было слово — князь Борислав
2. 1995 — Летние люди — Николай Петрович Замыслов, помощник Басова
3. 2000 — Любовь до гроба — Кирилл, однокурсник Маши
4. 2001 — Интересные мужчины — рассказчик / ротмистр
5. 2001 — На углу, у Патриарших 2 — Глеб Петрович Коротков
6. 2002 — Воровка 2. Счастье напрокат — Григорий
7. 2002—2014 — Кодекс чести — Сергей Сергеевич Пастухов («Пастух»), бывший спецназовец, агент Управления по планированию специальных мероприятий
8. 2003 — Желанная — Родион, капитан первого ранга, подводник
9. 2004 — Кадеты — Барабаш, полковник
10. 2004 — Операция «Цвет нации» — Игорь Васильевич, агент ГРУ «Комбат», член группы «Маршала»
11. 2005 — Гражданин начальник 2 — Андрей Георгиевич Дашкевич, олигарх
12. 2005 — Звезда эпохи — Константин Константинович Родоновский, маршал (прототип — Константин Рокоссовский)
13. 2005 — Лаки. Не время для любви / Lucky: No Time for Love (Индия) — гаишник на блокпосту
14. 2006 — Погоня за ангелом — Николай Архангельский, брат Ивана
15. 2006 — Утёсов. Песня длиною в жизнь — Скавронский, театральный актёр, друг молодого Леонида Утёсова
16. 2007-2011 — Закон и порядок: Преступный умысел — Георгий Иванович Логинов, майор, следователь по особо важным делам
17. 2007 — Королёв — Громов, лётчик
18. 2007 — Репортёры — Лев Георгиевич Радов, посол РФ на Кипре
19. 2007 — Юбилей — Николай, сын Грановской
20. 2008 — Висяки (дело № 6 «Ваш ребёнок у нас») — Вадим Терентьевич Макаров, предприниматель
21. 2008 — Поцелуй не для прессы — Вадим
22. 2008 — Фотограф (серия № 9 «Неравный брак») — Ворванский
23. 2009 — Вторые. Отряд Кочубея — Алёхин, полковник, руководитель операции
24. 2009 — Грязная работа (фильм 4 «Дело Удава») — Ревазов
25. 2009 — Райские яблочки. Жизнь продолжается — Виталий Викентиевич, чиновник из Москвы
26. 2009 — Гамлет. XXI век — призрак отца Гамлета
27. 2010 — Идеальное убийство (фильм-спектакль) — Роберт Уэшли
28. 2011—2016 — Восьмидесятые (1-й, 3-й, 5-й, 6-й сезоны) — Виктор Сергеевич Яковлев, отец Сергея
29. 2011 — Хозяйка гостиницы (фильм-спектакль) — Кавалер Р
30. 2012 — Без правил — Виталий Арамеев
31. 2013 — Мститель — Сергей
32. 2014 — Профессионал — Александр Масютин, полковник ФСБ, начальник отдела оперативного вмешательства
33. 2014 — Аромат шиповника — Борис Львович, чиновник из министерства культуры
34. 2014 — Молодёжка 2 — Пётр Иванович Ковалёв
35. 2017 — Линия огня — Илья Колосов, бизнесмен, бывший друг Токарева, приёмный отец Дениса

## Признание заслуг

### Государственные награды Российской Федерации
- 2005 — почётное звание «Заслуженный артист Российской Федерации» — за заслуги в области искусства[1].
- 2025 — Медаль «За труды в культуре и искусстве» — за вклад в развитие отечественной культуры и искусства, многолетнюю плодотворную деятельность[10].